# ینس هولمبو
ینس هولمبو (۵ مه ۱۸۸۰ در تودهستران - ۲۴ ژوئیهٔ ۱۹۴۳ در اسلو) یک گیاهشناس نروژی و برندهٔ جوایز علمی بود.

## پیشینه
ینس هولمبوی پسر پزشکی بنام مایکل هولمبوی بود. وی در سال ۱۸۹۸ شروع به تحصیل در رشتهٔ گیاهشناسی در دانشگاه اسلو کرد و در سال ۱۹۰۲ بخاطر نوشتن رساله ای تحت عنوان، «مابقای گیاهان در گیاخاک مناطق باتلاقی»، مدال رسمی طلای ولیعهد را به دست آورد. در سال ۱۸۹۹ وی موقتاً در سمت دستیار، در باغ گیاهشناسی کریستیانیا استخدام شد. اما دیری نگذشت که او در سال ۱۹۰۲ با حفظ سمت، به استخدام رسمی و دائمی این باغ گیاهشناسی وابسته به دانشگاه اسلو، درآمد.

## تدریس

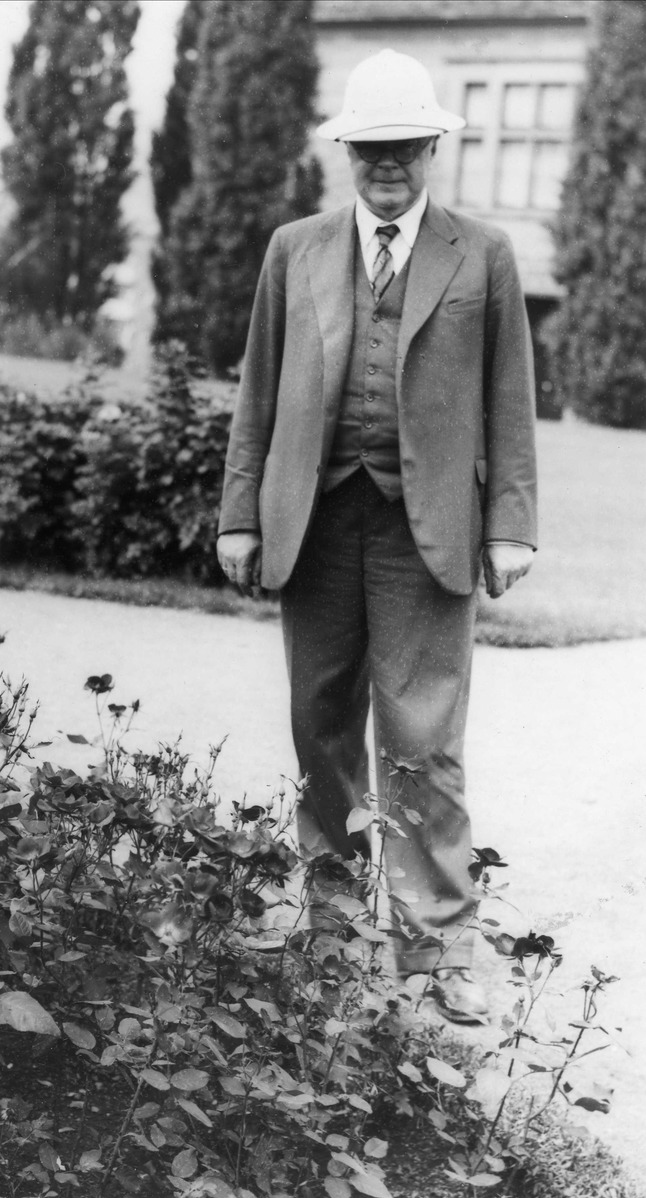
ینس هولمبو، در باغ گیاه‌شناسی (اسلو) در دهه ۱۹۳۰

ینس هولمبو، در سال ۱۹۰۶ بعنوان متصدی بخش گیاهشناسی موزه برگن مشغول به کار شد و در سال ۱۹۱۴، عنوان رسمی پروفسور گیاهشناسی در این موزه به او اعطا شد. ضمن اینکه بین سالهای ۱۹۰۷ تا ۱۹۱۷ مسئولیت مدیریت کل موزهٔ برگن بر عهده وی بود. مسئولیتی که وی بعلت حجم زیاد امور اداری مربوط به برنامه تأسیس دانشگاه برگن، که در عمل مانع اشتغال او به تحقیقات علمی شده بود؛ از آن کناره گرفت. در عین حال، هولمبو، از سال ۱۹۰۶ سردبیری مجله علمی- مردمی ناتورن، به معنی طبیعت را نیز تا زمان کناره‌گیری از سمت مدریت موزه برگن بر عهده داشت.

## تحقیقات
در سال ۱۹۰۵ وی برای مطالعهٔ پوشش گیاهی نادر و کم‌تر شناخته شدهٔ جزیرهٔ قبرس راهی آنجا شد و مدتی را در آن‌جا به مطالعات گیاهشناسی گذراند. هولمبو، نتایج بدست آمده از این سری مطالعات خود را در چند مقالهٔ بزرگ و کوچک، در چندین نوبت منتشر کرده‌است. بیشتر این مقالات به موضوع جغرافیای گیاهی می‌پردازند. تلاش وی، به ویژه، کمک به توضیح چگونگی و چرایی تشکیل پوشش گیاهی در نروژ بوده‌است. دیگر این مقالات به موضوعاتی نظیر اکولوژیکی، زمینشناسی و علم کواترنری می‌پردازند. وی همچنین در مورد دیاتومها، گیاهان شرقی و مسائل ارثی نوشت.
هولمبو، یکی از اعضای کمیسیون چراگاه گوزن‌های نروژی - سوئدی در سال ۱۹۱۳ بود و در فعالیتهای عملی گسترده و در تهیه توصیه ای که اساس کنوانسیون ۵ فوریه ۱۹۱۹ در مورد دسترسی کوچنشینان به چراگاه‌های گوزن‌های شمالی را تشکیل می‌دهد، سهم داشته‌است. از سال ۱۹۱۰ هولمبو، عضو انجمن علمی کریستینیا بود. وی در طول زندگی خود افتخار دریافت چند نشان رسمی را کسب کرده‌است.